# St. Barbara (Rienharz)

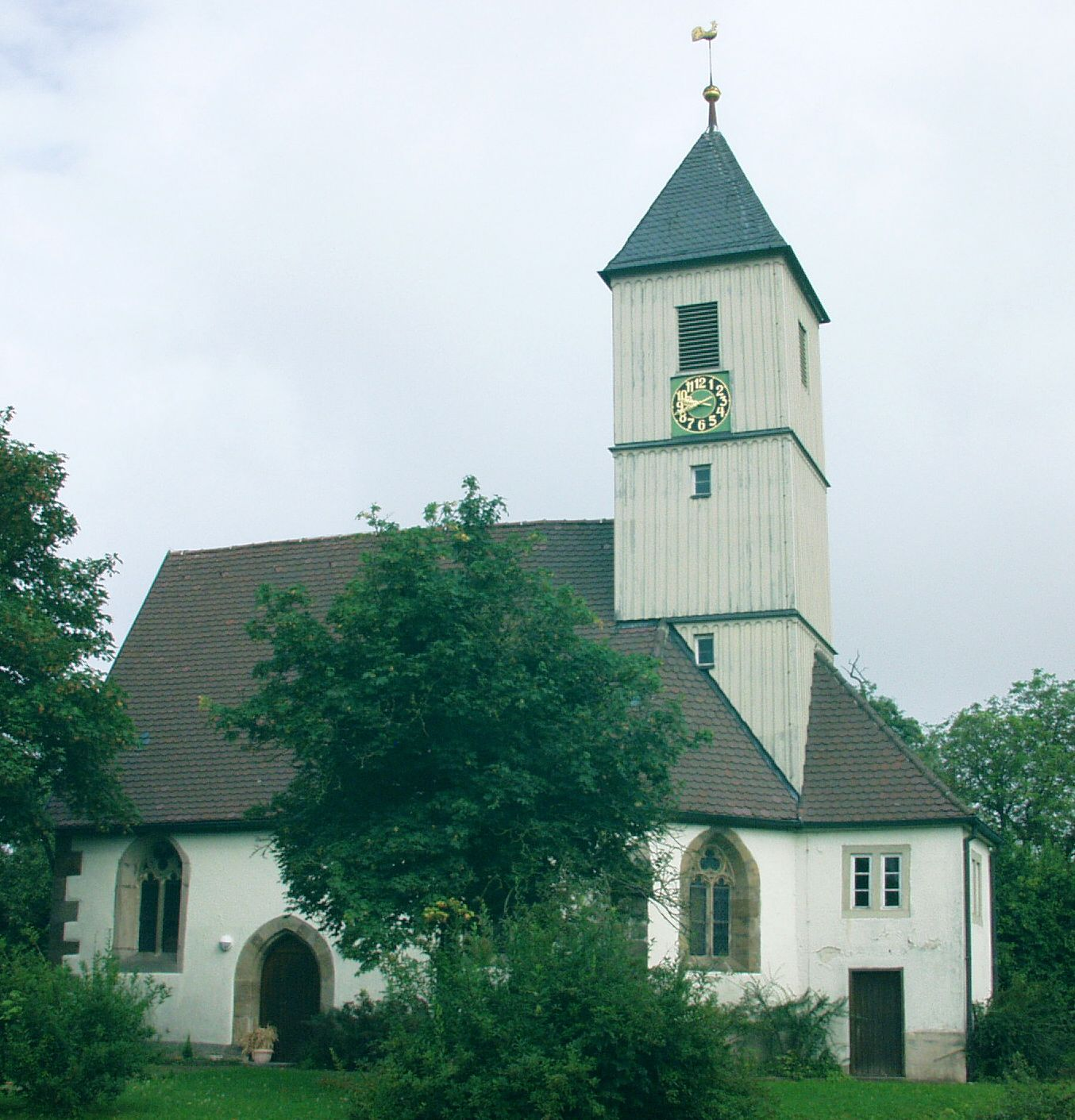
St. Barbara in Rienharz

Die evangelische Kirche St. Barbara steht in Rienharz, einem Weiler im Gemeindeteil Pfahlbronn von Alfdorf im Rems-Murr-Kreis in Baden-Württemberg. Das Bauwerk ist beim Landesamt für Denkmalpflege Baden-Württemberg als Baudenkmal eingetragen. Die Kirchengemeinde gehört zum Kirchenbezirk Schorndorf der Evangelischen Landeskirche in Württemberg.

## Beschreibung
Die steinerne, nach der Heiligen Barbara benannte Saalkirche ersetzte 1476 eine Holzkirche. Sie besteht aus einem Langhaus und einem dreiseitig geschlossenen Chor mit einer angebauten Sakristei im Osten. Über dem Chor erhebt sich ein quadratischer Dachturm, der 1896 mit einem Geschoss für die Turmuhr und den Glockenstuhl mit zwei Kirchenglocken aufgestockt und mit einem Pyramidendach bedeckt wurde.
Die Orgel wurde 1998/99 von Jürgen Lutz gebaut.